# Коропська стариця
Ко́ропська стари́ця — заплавне озеро у Коропському районі Чернігівської області, на лівому березі Десни (басейн Дніпра), поблизу селища міського типу Короп.
Довжина 6 км, ширина до 800 м, площа 0,5 км², глибина до 3 м. Улоговина видовжено—звивистої форми. Береги високі, подекуди урвисті, порослі вільхою та чагарником. Живлення мішане, під час весняної повені озеро сполучається з Десною.
Температура води влітку +19,5°C на глибині 0,5 м від поверхні, +12,5°C на глибині 0,5 м від дна. Взимку замерзає. Прозорість води до 1,2 м. Дно піщане.
З водної рослинності поширені спіродела, аїр, латаття біле, глечики жовті; є реліктові (плавун щитолистий, сальвінія плаваюча) та комахоїдні (пухирник звичайний і малий) рослини.
Водяться карась, окунь, плітка, краснопірка, щука.
Рибальство. У прибережних заростях — місця гніздування птахів. Коропська стариця та його береги — місце відпочинку.